# Найсер (компонент МКС)
NICER или Найсер (англ. Neutron star Interior Composition Explorer) — прибор для проведения астрофизических наблюдений, компонент Международной космической станции, установленный в рамках программы НАСА «Эксплорер». Прибор позволит проверить большое число теоретических моделей физики недр нейтронных звёзд. Миссия обеспечит наблюдение пульсации излучения стремительно вращающихся нейтронных звёзд — пульсаров — для определения с их помощью характера процессов, протекающих внутри этих звёздных остатков.

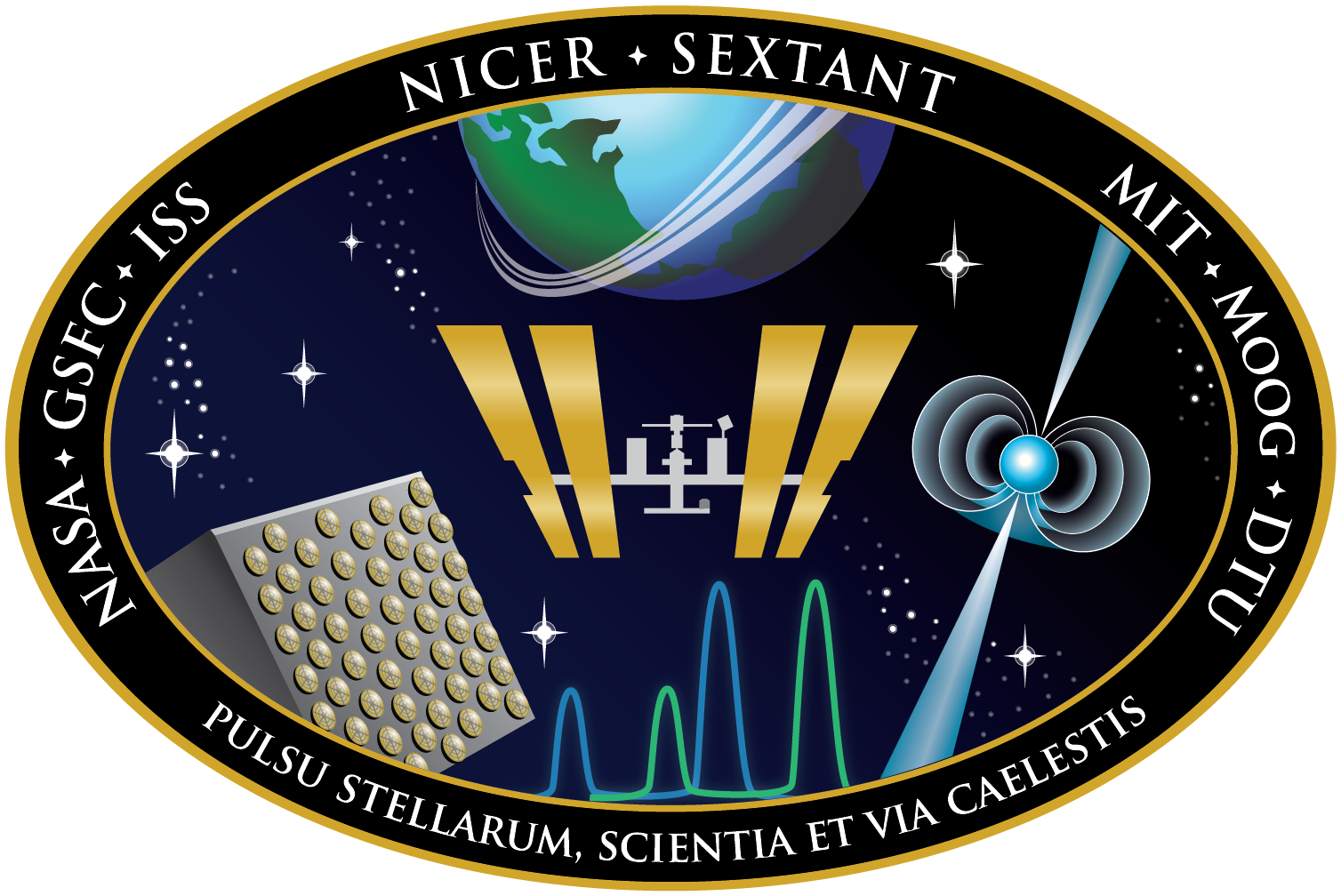
Эмблема программы NICER — SEXTANT

Инструмент NICER отправлен на МКС 3 июня 2017 года в составе 11-й по счету миссии по доставке грузов к космической станции SpaceX CRS-11, организованной компанией SpaceX по контракту с НАСА, заключённому в рамках программы Commercial Resupply Services. Установлен на транспортно-складскую палету ELC-2. Срок основной миссии составит 18 месяцев.
Вторая часть миссии под названием Station Explorer for X-ray Timing and Navigation Technology (SEXTANT) должна будет продемонстрировать возможности инновационного метода космической навигации, основанного на использовании пульсаров в качестве «маяков».

## Подготовка и запуск
По состоянию на май 2015 запуск планировался на 2016 год, при этом успешно был пройден этап критического анализа проекта и устранена проблема, связанная с энергией, производимой на МКС. Другая причина отсрочки запуска — это потеря CRS-7 в июне 2015 года, что привело к задержке будущих миссий на несколько месяцев.
Запуск произведен 3 июня 2017 года во время миссии снабжения SpaceX CRS-11 к МКС, на борту ракеты Falcon 9.